# 双浮镇
双浮镇，是中华人民共和国安徽省阜阳市太和县下辖的一个乡镇级行政单位。

## 行政区划
双浮镇下辖以下地区：
双浮村、双兴村、前进村、陈寨村、张李村、麦仁村、刘老桥村、吴店村、韩张村和红旗村。